# 繫体字
もしかして
- 繁体字

ではありませんか？